# Ospa prawdziwa
Ospa prawdziwa (łac. variola vera), dawne nazwy: ospa naturalna, czarna ospa (łac. variola nigra) – wirusowa choroba zakaźna o ostrym przebiegu wywoływana przez jedną z dwóch odmian wirusa ospy prawdziwej (variola minor lub variola maior). Okres inkubacji trwa od 7 do 17 dni, średnio 13 dni. Chorobę cechuje śmiertelność u osób szczepionych około 3% (dla najczęściej spotykanej odmiany), a u nieszczepionych średnio 30% (istnieją postacie choroby o śmiertelności szacowanej na 95%).
Ostatni przypadek ospy prawdziwej miał miejsce w 1978, a choroba ta została uznana za eradykowaną w 1980.

## Nazwa i postacie
Ospę prawdziwą dzieli się głównie na 2 typy:
- ospę małą (variola minor, alastrim)
- ospę wielką (variola major) – najbardziej zaraźliwa postać

Różnicowanie to opierało się na śmiertelności w czasie epidemii. Obecnie w tym celu można wykorzystać metody wirusologiczne. Na świecie dominowała postać łagodna (75% przypadków zachorowań). Odmiana ospy zlewającej się (łac. variola confluens) występuje w od 2 do 5% wszystkich przypadków; śmiertelność wynosi tu około 66% u chorych szczepionych i 95% u chorych nieszczepionych; odmiana ospy krwotocznej albo czarnej (łac. variola haemorrhagica s. nigra) występuje w ok. 3% wszystkich przypadków, ma przebieg jeszcze cięższy niż odmiana zlewająca się i kończy się z reguły zgonem, podobnie jak jeszcze rzadsza odmiana nazywana ospową plamicą krwotoczną (łac. purpura haemorrhagica variolosa), w której zgon następuje niezwykle szybko, jeszcze przed wystąpieniem wysypki.

## Czynnik etiologiczny
Ospę prawdziwą wywołuje duży dsDNA-wirus z rodziny pokswirusów, rodzaju Orthopoxvirus – wirus ospy prawdziwej (variola virus, VARV). W obrębie rodziny występuje mała różnorodność antygenowa. Nie jest on blisko spokrewniony z wirusem ospy wietrznej.

## Droga szerzenia
Rezerwuarem zarazków jest człowiek. Pacjent jest zakaźny od momentu wystąpienia gorączki. Do zakażenia dochodzi różnymi drogami, największe znaczenie ma jednak droga powietrzna kropelkowa. Bezpośredni kontakt ze zmianami na skórze chorego, wydzieliną z pęcherzyków, bielizną pościelową i osobistą, sprzętem medycznym itp. niesie za sobą ryzyko zakażenia. Nauce nie są znane niebędące ludźmi wektory, mogące przenosić wirusa. Największa zapadalność obserwowana była zimą i wiosną z racji wrażliwości aerozolu wirionów w środowisku zewnętrznym na wyższą temperaturę i dużą wilgotność.

## Patogeneza, objawy i rozpoznawanie

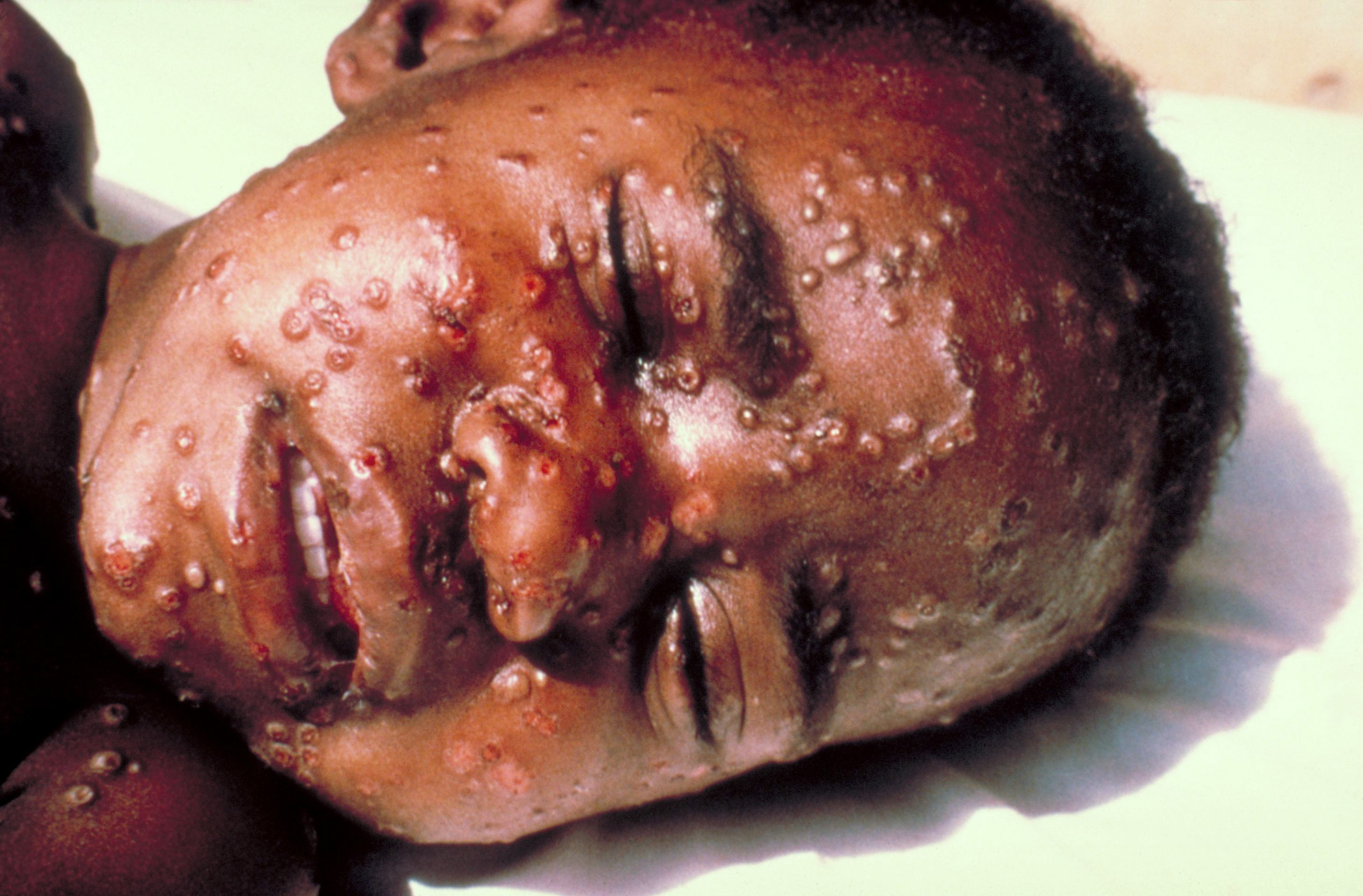
Charakterystyczna wysypka na twarzy

Po zakażeniu wirusy wędrują do pobliskich węzłów limfatycznych, skąd po 3–4 dniach zakażenie rozszerza się na pozostałe węzły chłonne oraz śledzionę i szpik kostny. Po około 9 dniach od momentu zakażenia pojawiają się początkowe objawy nieswoiste: głównie gorączka, osłabienie i uczucie rozbicia. Wirusy zakażają komórki drobnych naczyń krwionośnych skóry i błon śluzowych. Wtedy do objawów zaliczyć należy także złe samopoczucie, dreszcze, wymioty, ból głowy i pleców. Potem, po 2 lub 3 dniach, pojawia się w jednym „rzucie” charakterystyczna plamkowo-grudkowa wysypka, z czasem przechodząca w pęcherzykową przede wszystkim na twarzy i kończynach. Poprzedzają ją zmiany o podobnym charakterze umiejscowione w błonie śluzowej początkowego fragmentu układu pokarmowego. Po kolejnych 10 dniach pęcherzyki przeradzają się w strupy, które samoistnie odpadają, pozostawiając szpecące blizny.
Powikłania w ospie prawdziwej są stosunkowo rzadkie. Zalicza się do nich ślepotę i zapalenie mózgu. Do śmierci dochodzi zwykle u osób nieszczepionych, w drugim tygodniu od momentu zainfekowania.
Postacie mała i wielka przebiegają w 90% w sposób typowy, co w okresie przed eradykacją ułatwiało ich poprawne rozpoznanie. Do potwierdzenia rozpoznania wykonywało się hodowle na zarodkach kurzych, obserwację mikroskopową płynu surowiczego z krost (pozwala to określić, czy czynnik etiologiczny ma typowy dla rodziny Poxviridae kształt cegły; tę metodę zastosowano podczas epidemii wrocławskiej). Obecnie rozpoznanie może być trudne. Potencjalnie wykorzystać można hodowle na żywych komórkach lub oznaczanie przeciwciał. Z racji dużej zakaźności tego typu zadania wykonują tylko laboratoria o wysokiej klasie bezpieczeństwa.

## Leczenie
Brak swoistej terapii. Szczepienie jest skuteczne także po zakażeniu (do wystąpienia gorączki). Stosowane leczenie objawowe.

## Profilaktyka

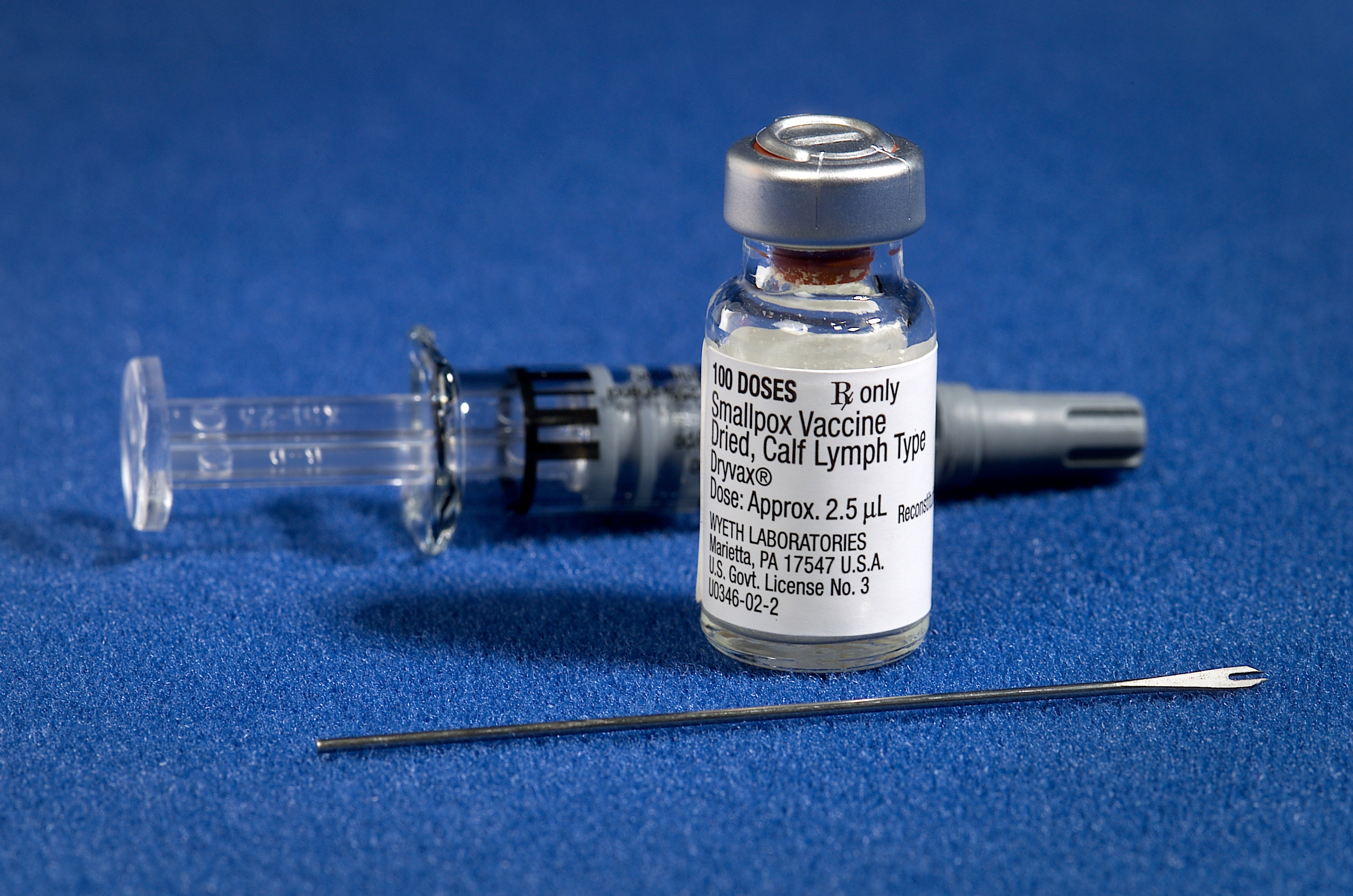
Zestaw do szczepienia przeciw ospie prawdziwej: rozcieńczacz (na samej górze), szczepionka Dryvax®, skaryfikator

Szczepionka została odkryta w 1796 (pierwsza szczepionka) przez brytyjskiego lekarza Edwarda Jennera. Była to jedyna szczepionka, w której podawano żywe, w pełni wirulentne wirusy. Nie były to jednak wirusy ospy prawdziwej, lecz wirusy krowianki (CPXV), która u ludzi wywołuje niewielkie objawy. Szczepionka była podawana metodą skaryfikacji: piętnastokrotnie, szybko nakłuwając skórę skaryfikatorem lub igłą uprzednio zanurzonymi w szczepionce. Rankę poszczepienną zaklejało się gazikiem, aby nie dopuścić do zakażenia pozostałych części ciała. Między 4. a 14. dniem po szczepieniu w jego miejscu pojawiały się zmiany w postaci grudek, pęcherzyków i białawych, wklęsłych krost (w tej kolejności). Zazwyczaj okres ten przebiegał z gorączką, rzadko osiągającą 39 °C i więcej oraz powiększeniem regionalnych węzłów chłonnych. Z czasem linia wirusów używana do szczepień zaczęła się wskutek izolacji nieco różnić od dzikiego szczepu CPXV i zaczęto ją oznaczać jako VACV.
Szczepienia przeciw ospie prawdziwej nie znajdują się w kalendarzu szczepień obowiązkowych od 1980. W Szwajcarii znajdują się zapasy szczepionek, lecz ich skuteczność po tak długim czasie jest wątpliwa. Odporność po szczepieniu pozostaje na całe życie.
W Stanach Zjednoczonych po zamachach bronią biologiczną w 2001 opracowano na drodze inżynierii genetycznej nowy typ szczepionek przeciw ospie.

### Powikłania
Szczepienia przeciw ospie obarczone są pewnym ryzykiem powikłań. W wyniku badań nad kolejnymi szczepami „szczepionkowego” wirusa krowianki stają się one coraz mniejsze. W wyniku powikłań wystąpić może wtórne ropne zapalenie skóry i zmiany w narządach wywołane zakażeniem bakteryjnym, a w ciężkich przypadkach krowianka posocznicowa, zapalenie jąder i mózgu oraz zaburzenia krążenia.

## Ospa prawdziwa jako broń biologiczna
Po raz pierwszy wirus ospy prawdziwej zastosowali jako broń biologiczną biali kolonizatorzy Ameryki Północnej w 1763 przeciw Indianom atakującym ich w okolicach Fort Pitt; wykorzystali podstęp podrzucając „zagubione” albo „zapomniane” koce i chustki, wcześniej używane przez chorych na tę chorobę. Indianie nie spodziewając się w tym podstępu znalezione koce zanieśli do swoich obozowisk i tam stały się one źródłem dalszych zakażeń.
Ospa prawdziwa należy do grupy chorób mających największe znaczenie jako broń biologiczna z racji:
- śmiertelności (szacuje się[3] ją do kilkudziesięciu procent)
- zaraźliwości (przenosi się z człowieka na człowieka poprzez powietrze, a także pośredni i bezpośredni kontakt)
- braku odporności populacji (nie są prowadzone szczepienia)
- trudności w rozpoznaniu na wczesnym etapie ataku (wpływa na to eradykacja)
- możliwości dezorganizacji służby zdrowia.

Wiadomo, że ospa prawdziwa znajdowała się w arsenale broni biologicznych ZSRR. Według Kena Alibeka, byłego wicedyrektora Biopreparatu (instytucji zajmującej się w ZSRR badaniami nad taką bronią), wojskowe zapasy wirusa ospy w latach 70. i 80. wynosiły około 20 ton i były składowane w wojskowym kompleksie w Zagorsku.

## Historia

### Europa i Azja
Dokładna data dotarcia ospy do Indii nie jest znana, ale już w 400 roku n.e. indyjska medyczna książka opisuje chorobę przebiegającą z wysypką: krosty są czerwone, żółte i białe, towarzyszy im uczucie pieczenia [...] skóra z jakby nawbijanymi ziarnkami ryżu. Kompletny przebieg ataku ospy prawdziwej na Indie nie jest znany historykom, wiadomo jednak, że był wystarczająco odczuwalny, aby uznać ten stan rzeczy za karę boską. W hinduizmie czczona jest bogini Sitala, będąca zarówno przyczyną wysokiej gorączki, wysypki, uderzeń ciepła (głównych objawów ospy), jak i lekarstwem na nie.
Ospa dotarła do Europy w roku 581.

### Ameryka
Historia powszechna mówi, że hiszpańscy konkwistadorzy zwyciężali, gdyż mieli lepszą broń (armaty i muszkiety). Jednak choroba, którą nieświadomie przynieśli hiszpańscy żołnierze, zabiła prawdopodobnie tylko w latach 1520–1522 od 3 do 3,5 miliona rdzennych mieszkańców.
W 1519 Hernán Cortés dobił do brzegu ówczesnego imperium Azteków. W 1520 kolejna grupa Hiszpanów przybyła od strony Kuby, dobijając do brzegu w dzisiejszym Meksyku. Wśród nich był afrykański sługa zakażony VARV (wirusem ospy prawdziwej). Gdy Cortés dowiedział się o tej grupie, wyruszył i ich pokonał. W czasie walki jeden z ludzi Cortésa się zakaził. Kiedy Cortés powrócił do Tenochtitlán, przyniósł z sobą chorobę.
W niedługim czasie Aztekowie zdali sobie sprawę, że Cortés nie jest bogiem, i wzniecili rebelię. Hiszpanie ze względu na dużą przewagę liczebną Azteków zmuszeni byli uciekać. W czasie walki chory na ospę Hiszpan zmarł. Po bitwie Aztekowie przeszukali ciała najeźdźców w poszukiwaniu kosztowności i zostali zainfekowani. Cortés nie powrócił do sierpnia 1521. Tymczasem ospa wyniszczała populację Azteków. Zabiła większość azteckich wojowników, władcę Cuitláhuaca i ponad 75% ludności Meksyku. Hiszpański ksiądz opisał to: Jako że Indianie nie znali lekarstwa na chorobę, umierali gromadnie, umierali jak pluskwy. Nierzadko zdarzyło się, że każdy z domu umarł i że niemożliwe było zakopać martwe ciała; zawalano ich domy, żeby stały się ich grobowcami. Żołnierze, którzy jeszcze żyli, byli nadal słabi. Wtedy łatwo pokonano Azteków i dotarto do Tenochtitlán, gdzie Cortés stwierdził, że ospa zabiła więcej Azteków niż armaty. Aztekowie twierdzili, że nie można było przekroczyć ulicy bez stąpania po ciałach ofiar ospy.
Efekt ospy w imperium Inków był bardziej wyniszczający. Ospa prawdziwa szybko roznosiła się od wsi do wsi. W ciągu miesięcy choroba zabiła imperatora, jego następcę i większość pozostałych przywódców. Dwaj utrzymujący się przy życiu synowie walczyli o władzę. Po krwawej i kosztownej wojnie Atahualpa został nowym imperatorem. Równocześnie imperium najechał Francisco Pizarro. Inkowie, choć walczyli dzielnie, nie mieli realnych szans w walce. Z nadejściem Hiszpanów nadeszła także nowa epidemia, która w końcu zabiła około 95% populacji Inków.
Podczas gdy oba potężne imperia Ameryki były podbite przez wirusa, choroba kontynuowała pochód śmierci. Kolejnym celem była Ameryka Północna. W 1633 w Plymouth w stanie Massachusetts Indianie zostali zaatakowani przez wirusa, który kompletnie zniszczył kolejną populację Indian. W 1636 zaraza dotarła do jeziora Ontario i ziemi Irokezów, zbierając milionowe żniwo śmierci. Najstraszniejsza epidemia ospy prawdziwej miała miejsce w Bostonie. Od 1636 do 1698 Boston dotknęło sześć epidemii. W 1721 nastąpiło najmocniejsze uderzenie epidemii. Cała populacja uciekła z miasta, przynosząc tym samym wirusa do pozostałych trzynastu kolonii.

### Szczepienie
Do tego czasu pojawiła się metoda profilaktyki ospy. Proces zwany szczepieniem, czy – mówiąc dokładniej – wariolizacją, właściwie nie był już wtedy (w skali światowej) odkryciem nowym. Chińczycy wdmuchiwali do nosa osoby zdrowej starte w pył strupy z ciała chorego na ospę prawdziwą. U pacjenta rozwijała się wtedy łagodna postać choroby, dzięki której nabywał odporność czynną (choć zdarzyły się również przypadki śmiertelne). Sposób ten przeniknął do Imperium Osmańskiego. Mary Wortley Montagu (żona angielskiego ambasadora w Turcji) nauczyła się wykorzystywać tę metodę. Rozpoczęła próby zainteresowania szczepieniami szerszej grupy osób. Ponieważ nikt jej nie słuchał, spróbowała wariolizacji na synu i córce, w wieku 5 i 4 lat (zabiegi miała wykonać Cyganka). Oboje szybko wyzdrowieli, a sama procedura została uznana za skuteczną. Pewien amerykański lekarz poinformował o takiej praktyce angielskie Royal Society.
W 1721 kolejna epidemia zaatakowała Londyn, czego przestraszyła się rodzina królewska. Kiedy jej członkowie przeczytali o sukcesie lady Wortley Montagu, zażyczyli sobie szczepienia. Lekarze powiedzieli im jednak, że jest to dość niebezpieczna procedura, więc członkowie rodziny królewskiej postanowili przetestować ją wpierw na kilku innych ludziach. Eksperymentowi poddano cierpiących na ospę: sześciu skazanych więźniów i jedenastkę sierot z domu dziecka. Wszyscy z nich wyzdrowieli w ciągu kilku tygodni. Rodzina królewska, upewniwszy się, poddała się szczepieniu i uspokoiła Anglików, że metoda nie jest niebezpieczna.
Idea szczepień miała jednak zagorzałych krytyków, wśród których wybijali się przedstawiciele duchowieństwa. Wielu pastorów twierdziło, że ospa to boska droga karania ludzi, a szczepienie to narzędzie szatana. Wszystko to zachęcało jeszcze bardziej Montagu i innych, by pracować wytrwalej. Do 1723 szczepienia stały się niezmiernie popularne w Anglii.
Gdy ospa nawiedziła w 1721 Boston, zawleczona ze statku, który przypłynął z Barbadosu, bostoński pastor Cotton Mather miał niewolnika imieniem Onesimus. Gdy pastor zapytał swego sługę, czy kiedykolwiek chorował na ospę prawdziwą, Onesimus odpowiedział tak i nie, wyjaśniając następnie technikę szczepienia w swej ojczyźnie w Afryce, prawdopodobnie Sudanie. Wyjaśnił, że płyn surowiczy od chorego był celowo wcierany w zadrapanie lub nacięcie na skórze osoby niezainfekowanej, co – jeśli się powiodło – dawało szczepionemu odporność. Ta uzyskana od niewolnika metoda stała się prekursorem szczepień. Cotton Mather był synem byłego dziekana Uniwersytetu Harvarda, który na własną rękę przedsięwziął kampanię promowania tej metody, ponieważ ze względów religijnych opór przeciw szczepieniom był bardzo silny. Pewnego razu Cotton Mather prawie stracił życie, bowiem rozjuszony tłum chciał go powiesić. Kiedy wskutek stosowania metody zmarło 6 pacjentów, został okrzyknięty mordercą. W 1722 epidemia ospy wygasła. Gdy ludność powróciła do Bostonu, natychmiast uznano go za bohatera. Okazało się bowiem, że wskutek choroby zmarło 7% bostończyków, natomiast w grupie 300 osób, które zdecydowały się zaszczepić, liczba zmarłych wyniosła 2%. Już w 1774 unikanie szczepienia zostało uznane za dziwactwo. Onesimus został z czasem przez Mathera wyzwolony, jednak nie w nagrodę za wiedzę i pomoc w zwalczaniu ospy, ale ponieważ Mather uznał, że jest nieposłuszny.
Choć szczepienie było świetną metodą kontrolowania ospy, było jeszcze dalekie od doskonałości. Powodowało chorobę o łagodnym przebiegu, która była jednak w 2% przypadków śmiertelna. Metoda była też trudna do kontrolowania – pacjenci musieli przebywać w odosobnieniu, aby nie zakazić nikogo innego.

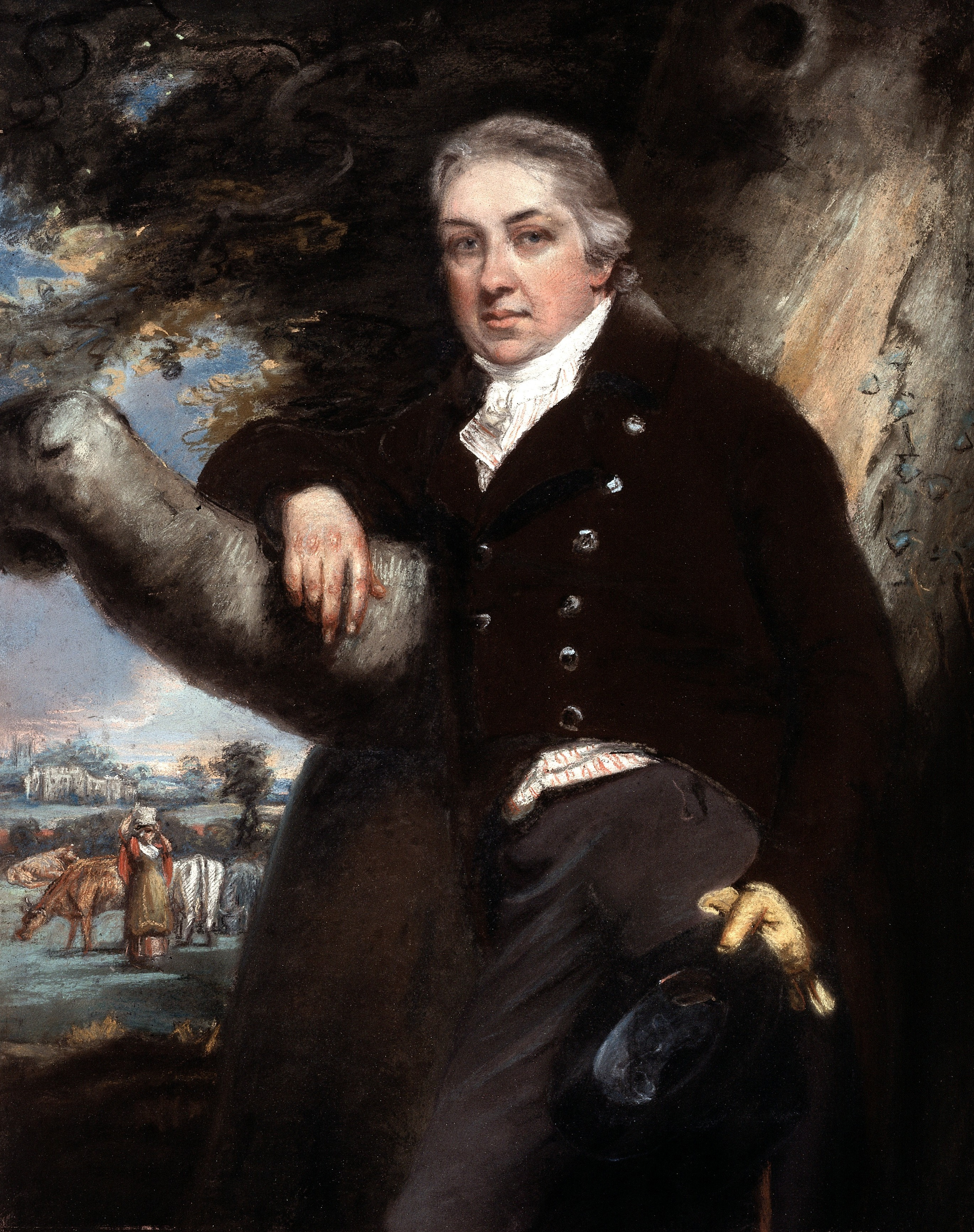
Edward Jenner

### Szczepionka
Trzynastoletni Jenner rozpoczął praktykę u lekarza. W tym czasie zauważył, że ludzie pracujący przy krowach nigdy nie chorują na ospę. Okazało się, że zapadają z kolei na lżejszą odmianę ospy – krowiankę. Wysnuł stąd teorię, że to właśnie może ich chronić przed ospą. Kiedy jednak podzielił się swą opinią z doktorem Ludlowem, ten uznał ją za niedorzeczną.
Po powrocie Jennera z uczelni medycznej w Londynie, w jego rodzinnym mieście Berkeley w hrabstwie Gloucestershire zapanowała epidemia. Doradził on wszystkim pracującym przy krowach szczepienie. Farmerzy powiedzieli mu wtedy, że krowianka zapobiega ospie. Potwierdziło to wcześniejsze podejrzenia Jennera i skłoniło go do szerszych badań nad ospą.
W 1796 Jenner mógł wreszcie sprawdzić swoją teorię. Miejscowa dojarka, Sarah Nelmes, zachorowała na krowiankę i zgłosiła się do Jennera na leczenie. Jenner nie stracił okazji: znalazł 8-letniego chłopca, Jamesa Phippsa, syna ogrodnika. Jenner wszczepił chłopcu krowiankę. Po nadzwyczaj łagodnym przebiegu choroby James wyzdrowiał. Wówczas Jenner próbował zarazić go ospą. Nie udało się – był już na nią uodporniony.
Uszczęśliwiony swoim sukcesem Jenner powiadomił Royal Society o uzyskanym wyniku. Jednak nie dano mu nawet możliwości publicznego wystąpienia, gdyż uznano wyniki badań za mało przekonujące. Uważano również całe zjawisko za zbyt dziwne. Niezniechęcony Jenner powtórzył doświadczenie na następnych pięciorgu dzieciach. We wszystkich przypadkach wynik był ten sam. Tym razem Jennera potraktowano poważnie – do 1800 jego pracę opublikowano we wszystkich ważniejszych językach europejskich. Doświadczenie powtarzano w całej Europie i w Stanach Zjednoczonych. Wskaźnik umieralności był bliski zera. Postępowanie to znane jest dziś jako szczepienie ochronne.
Pierwszą osobą, która zaszczepiła siebie i swoją rodzinę przeciwko ospie na wiele lat przed Jennerem, był farmer z Yetminster w Dorset, Benjamin Jesty (przeniósł się później i jest pochowany w Worth Matravers). Nie zostało to jednak dotąd wystarczająco zweryfikowane.
Także Louis T. Wright, czarny absolwent medycyny na Uniwersytecie Harvarda z 1915, wprowadził szczepienia wewnątrzskórne przeciwko ospie u żołnierzy podczas I wojny światowej.
W Polsce powszechny obowiązek szczepień przeciwko ospie czarnej wprowadzono w 1951 roku, a zniesiono w 1980.

### Wyeliminowanie choroby

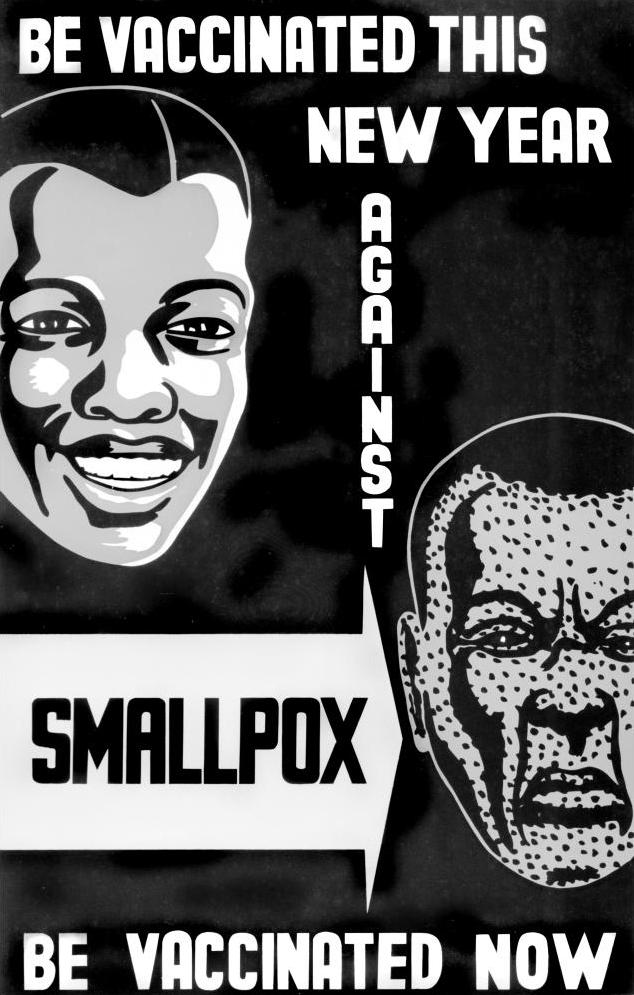
Plakat zachęcający do szczepień

Jenner powiedział: Końcowym efektem szczepień będzie całkowite wyplenienie ospy – straszliwej plagi rasy ludzkiej. Jego marzenie zostało zrealizowane. Na całym świecie czyniono starania, aby wyeliminować ospę. Na przykład w Anglii zakazano wszczepiania choroby w 1842 i zastąpiono ową metodę nowoczesnymi szczepieniami. W Stanach Zjednoczonych w latach 1843–1855 poszczególne stany wprowadziły wymóg szczepienia każdego ucznia, jednak nie każdy to zarządzenie aprobował. Wielu twierdziło, że rząd przekracza pewną granicę, narzucając obowiązek szczepienia. Mimo narzekań wojna z ospą trwała i w bogatych krajach choroba szybko zanikała.
Jednakże w krajach uboższych, takich jak Somalia czy Indie, o szczepieniach nigdy nie słyszano lub były one zbyt kosztowne. Końcowym wysiłkiem w dotarciu do szlachetnego celu wytyczonego przez Jennera półtora wieku wcześniej stało się wezwanie do całkowitego wyeliminowania ospy na świecie, rzucone przez ZSRR w 1958. W owym czasie choroba co roku zbierała śmiertelne żniwo w liczbie 2 milionów osób. W 1967 powstał międzynarodowy zespół lekarzy do walki z ospą pod przewodnictwem Amerykanina Donalda Hendersona.
Aby plan zespołu mógł się powieść, należało wykryć moment pojawienia się choroby, aby szybko zaszczepić całą okoliczną ludność. Metoda ta określana jest jako szczepienie pierścieniowe i była lepsza od szczepienia wszystkich mieszkańców planety, co wymagałoby o wiele większych środków niż dostępne. Grupa od razu napotkała problemy: okazało się, że 95% przypadków ospy nie jest zgłaszanych władzom.
Zamiast spieszyć do miejsc, gdzie ospa się pojawiła, lekarze rozmieścili na całym świecie siatkę ekspertów. Gdy choroba wystąpiła, miejscowy rząd był mobilizowany do szczepienia całej narażonej populacji.
Ospa jednak nie poddawała się łatwo. W Indiach i Bangladeszu dużymi przeszkodami okazały się względy religijne i ciągłe wojny domowe. W obawie przed gniewem bogów kojarzonych z chorobą, Hindusi odmawiali przyjęcia szczepionki. Niezniechęceni tym lekarze szczepili ich wbrew ich woli. Bratobójcze konflikty okazały się poważniejszym problemem. Naturą wojny jest częste przemieszczanie się wojsk z miejsca na miejsce, kwaterowanie ich w zatłoczonych namiotach i barakach, co stanowi idealne warunki do rozprzestrzeniania się chorób. Żołnierze następnie zarażają miejscową ludność, a ta zaraża się między sobą.
Odpowiedzią zespołu na wojnę domową było szczepienie wszystkich wojsk, za zezwoleniem dowódców lub bez niego. Było to śmiertelnie niebezpieczne i Światowa Organizacja Zdrowia (WHO) wydała nawet polecenie zaprzestania tych praktyk. Okazało się jednak, że żaden lekarz nie ucierpiał podczas wykonywania zadania.
Na przeszkodzie stanęły jednak siły natury. Prawie w momencie osiągnięcia pełnego sukcesu nadeszły deszcze monsunowe, przerywając tamy i groble. Woda deszczowa zatapiała okolicę, zmuszając mieszkańców do ucieczki, co po raz kolejny przyczyniło się do rozprzestrzenienia ospy. Zespół przymusowo przerwał swe prace na cały rok. Gdy ta epidemia minęła, choroba nigdy potem już ludziom nie zagroziła.
W 1971 ośrodek Aralsk-7 na Wyspie Odrodzenia w ZSRR testował śmiercionośnego wirusa czarnej ospy (ospy prawdziwej). W lipcu 1971 roku statek badawczy Lew Berg w mgle podpłynął na około 15 km w okolice wyspy. W sierpniu, już po opuszczeniu statku zachorowała młoda kobieta, która pełniła funkcję asystentki laboratoryjnej i pobierała próbki planktonu. W Aralsku wybuchła epidemia ospy.
W Polsce ostatni raz ospa pojawiła się w 1963 we Wrocławiu. Nie była to jednak epidemia rodzima. Pierwszym chorym był Bonifacy Jedynak (oficer SB), który przywiózł tę chorobę z Indii. Zachorowało 99 osób, z czego 7 zmarło (śmiertelność ok. 7%). Wprowadzono przymusowe szczepienia wszystkich mieszkańców miasta, które od reszty kraju odgrodzono kordonem sanitarnym, oraz odizolowano ponad dwa tysiące osób, które mogły mieć kontakt z chorymi. Dzięki tym działaniom epidemia została opanowana w ciągu dwóch miesięcy.
Ostatnim dużym zarzewiem ospy w Europie była epidemia w Jugosławii w 1972. Ogniskiem zakażenia okazał się pielgrzym, który powrócił z Bliskiego Wschodu, gdzie zakaził się wirusem. Epidemia objęła 175 osób, z których 35 zmarło (śmiertelność 20%). Władze ogłosiły stan wyjątkowy, wprowadziły kwarantannę oraz masowe ponowne szczepienia obywateli, korzystając z pomocy WHO i Donalda Hendersona. W ciągu 2 miesięcy epidemia została powstrzymana.
Ostatni naturalny przypadek variola minor został zdiagnozowany 26 października 1977, a ostatni przypadek groźniejszej variola major dwa lata wcześniej, w listopadzie 1975. Kompletne wyeliminowanie ospy kosztowało 300 milionów dolarów amerykańskich.
Jest to jedyna choroba ludzi uznana przez Światową Organizację Zdrowia, w 1980, za całkowicie eradykowaną.

### Po eradykacji
Zakończenie historii ospy prawdziwej nadeszło w 1978, kiedy to wirus wydostał się z laboratorium naukowego w Birmingham, w Wielkiej Brytanii. Bezpośrednio w wyniku choroby zmarła Janet Parker, pełniąca funkcję fotografa medycznego, natomiast profesor Henry Bedson, naukowiec odpowiedzialny za badania ospy na uniwersytecie, popełnił samobójstwo. Ze względu na ten wypadek wszystkie znane próbki ospy prawdziwej zostały zniszczone, oprócz pilnie strzeżonych próbek w Państwowym Centrum Badań Wirusologicznych i Biotechnologicznych „Wektor” w rosyjskim Kołcowie oraz Centrach Kontroli i Prewencji Chorób w amerykańskiej Atlancie. Jednak mimo zarządzeń o zniszczeniu próbek w latach 1993, 1994, 1995 i 1996, nadal są one przechowywane. Ciągle bowiem są naukowcy, którzy postulują utrzymanie wirusa do celów naukowych.
Wirus ospy prawdziwej został w 2003 znaleziony w kopercie w książce medycznej w Santa Fe w Nowym Meksyku.
W lipcu 2014 przypadkowo odkryto próbki wirusa ospy prawdziwej pochodzące z lat 50. XX wieku. Odkrycia dokonano w pomieszczeniu gospodarczym laboratorium Narodowych Instytutów Zdrowia w Bethesda (stan Maryland), które w 1972 przejęła Agencja Żywności i Leków.
W listopadzie 2021 fiolki oznaczone jako zawierające wirusa ospy zostały przypadkowo znalezione przez pracownika porządkującego lodówkę w ośrodku badań nad szczepionkami w Pensylwanii.

### Synteza w laboratorium i nowe zagrożenia
W 2017 r. zespół kanadyjskich naukowców pod kierownictwem wirusologa Davida Evansa z Uniwersytetu Alberty w Edmonton syntezował bliskiego krewnego ospy prawdziwej. Dokonali tego posiadając budżet ok. 100 000 USD oraz materiał DNA dostarczony pocztą z publicznie dostępnych źródeł. Dostarczyła go niemiecka firma Geneart, która specjalizuje się w syntezach DNA na zamówienie.
Sukces eksperymentu może mieć podwójne konsekwencje – szczep wyprodukowany „horsepox” może zostać wykorzystany w produkcji szczepionek przeciw ospie prawdziwej, które będą bezpieczniejsze niż obecnie dostępne. Drugą konsekwencją jest udowodnienie, że synteza ospy prawdziwej jest w ogóle możliwa i może zostać wykorzystana jako broń w rękach terrorystów. Zmiana w procedurze, której efektem będzie wirus ospy prawdziwej, jest niewielka i osiągalna. Wirusolog Gerd Sutter z Uniwersytetu Ludwiga Maximiliana z Monachium wprost stwierdza – „Bez żadnych wątpliwości, jeśli jest to możliwe z tą odmianą, jest to możliwe także z ospą prawdziwą”.
Eksperyment, poza samą techniką, ma jeszcze jeden wymiar. Cały eksperyment przeszedł zupełnie niezauważony pomimo wielu regulacji prawnych zarówno sektora syntezującego materiał DNA, jak i regulacji i świadomości władz sprawujących pieczę nad laboratoriami. Władze federalne, z którymi kontaktował się Evans, nie wszczęły obowiązkowego postępowania i nie zablokowały działań zespołu.
Eksperyment zmienia także sposób postrzegania wirusa i zagrożenia, które niesie. Do tej pory był uważany za powstrzymany i zabezpieczony w laboratoriach o najwyższych stopniach bezpieczeństwa. W tym momencie należy uważać, że jest on publicznie dostępny, a synteza możliwa dla każdego, kto dysponuje odpowiednimi umiejętnościami i zasobami.